# Tapieté
Tapieté (Yanaigua,), indijanski narod iz skupine Guarani naseljen na području Chaca u Paragvaju, Argentini i Boliviji. Populacija im se procjenjuje od 500 pa do 1,500. U Boliviji žive na području općine Villamontes, a bave se zemljoradnjom, ribarenjem, lovom (pekari, tapiri i jeleni) i sakupljanjem algarrobe (Prosopis juliflora), mistola (Zyzyplus mistol), chañara (Geoffreae decorticans). Od biljke chaguar (Bromelia serra) proizvode konope, hamake i torbe. 

## Jezik
Jezik tapiete srodan je s prvom skupinom guarani jezika (poroica Tupi-Guarani) u koju pripadaju stari guarana, mbya, xeta, ñandeva (chiripa), caiwa, paragvajski guarani, guayaki i chiriguano. Prema samim Tapieté-Indijancima njihov jezik nastao je prihvaćanjem guarani jezika, odnosno guaranizacijom ne-guaranskih Chaco plemena.